# 西诺沙酯
西诺沙酯（英語：Cinoxate），学名：4-甲氧基肉桂酸-2-乙氧基乙酯，又称桂醚酯等。是一种有机化合物，为无味淡黄色透明粘性液体。由对甲氧基肉桂酸与乙二醇单乙醚发生酯化反应得到。不溶于水，溶于醇类、酯类等有机溶剂。1961年美国FDA批准桂醚酯用于防晒剂成分，但通常其很少在化妆品中使用。